# マイケル・モリアーティ
マイケル・モリアーティ（Michael Moriarty, 1941年4月5日 - ）は、アメリカ合衆国の俳優・ジャズ・ピアニスト。

## 来歴
デトロイト出身。アイルランド系アメリカ人。
ダートマス大学で演劇を学び、フルブライト奨学金を得てロンドンに留学した。
1971年に俳優デビュー。1974年、「晴れた日に永遠が見える」(Find Your Way Home)で第28回トニー賞 演劇主演男優賞を受賞。
1978年、ホロコーストをユダヤ人一家の視点を通して正面から描いたミニシリーズ『ホロコースト/戦争と家族』でプライムタイム・エミー賞やゴールデングローブ賞を受賞するなど、高い評価を受けた。
映画では『ハノイ・ヒルトン』やラリー・コーエン作品に出演しているほか、テレビドラマ『ロー&オーダー』のベンジャミン・ストーン次長検事役で知られる。

## 主な出演作品

### 映画
- 殺人者にラブ・ソングを Hickey & Boggs (1972)
- バング・ザ・ドラム Bang the Drum Slowly (1973)
- さらば冬のかもめ The Last Detail (1973)
- ガラスの動物園 The Glass Menagerie (1973)
- ニューヨーク麻薬捜査線 Report to the Commissioner (1975)
- ドッグ・ソルジャー Who'll Stop the Rain (1978)
- 空の大怪獣Q Q (1982)
- ペイルライダー Pale Rider (1985)
- ザ・スタッフ en:The Stuff (1985)
- トロル Troll (1986)
- ハノイ・ヒルトン The Hanoi Hilton (1987)
- 悪魔の赤ちゃん3 禁断の島It's Alive III: Island of the Alive (1987)
- 新・死霊伝説 en:A Return to Salem's Lot (1987)
- 神の吹かす風 Windmills of the Gods (1987) テレビ映画
- ゴーストインフェルノ Dark Tower (1987)
- フル・フェイタム・ファイブ Full  Fathom Five (1990)
- 戦火の勇気 Courage under Fire (1996)
- ビーグル犬 シャイロ Shiloh (1997)
- ニューヨーク大地震 Earthquake in New York (1998)
- ビーグル犬 シャイロ2 Shiloh 2: Shiloh Season (1999)
- 美しき家政婦 ウーマン・ウォンテッド Woman Wanted (2000)
- DEAN/ディーン James Dean (2001)
- スパイダー Along Came a Spider (2001)
- 超隕石〜ファンタスティック・フォース〜 Deadly Skies (2005)

### テレビドラマ
- ホロコースト/戦争と家族 Holocaust (1978) ミニシリーズ
- ロー&オーダー Law & Order (1990-1994)
- 新アウターリミッツ The Outer Limits (2000)
- メントーズ Mentors (2001)
- デッド・ゾーン Dead Zone (2002)
- TAKEN テイクン Taken (2002)
- 4400 未知からの生還者 The 4400 (2004)
- マスターズ・オブ・ホラー 「ハンティング」 en:Pick Me Up (Masters of Horror episode) (2006)